# Aristide Locquet de Grandville
Pour les articles homonymes, voir Locquet et Grandville (homonymie).
Aristide Locquet de Grandville (17 mai 1791, Saint-Malo - 21 mai 1853, Port-Saint-Père), est un militaire et homme politique français.

## Biographie
Aristide Locquet de Grandville est le fils de Félix-Victor Locquet de Grandville, exécuté le 18 juin 1793 pour sa participation à la conspiration de La Rouërie, et de Victoire Jeanne Marie Gouyon de Beaufort. Neveu de Louis-François Carlet de La Rozière et marié à Sophie de Martel, il est le beau-père de Charles-Louis de Tinguy et de Stéphane de Moulins de Rochefort. Orphelin, il a pour tuteur Agathon Pinot du Petit-Bois.
Il sert pendant quelque temps comme officier dans l'armée, puis se retire dans ses propriétés de Port-Saint-Père, où il s'occupe d'agriculture. Héritier du château de la Tour, il le revend et fait construire le château de Grandville entre 1820 et 1825 sur les plans de l'architecte Étienne Blon.
Conseiller d'arrondissement, maire de Port-Saint-Père de 1818 à 1830 puis de 1838 à 1848, connu pour ses opinions conservatrices, il est élu, le 23 avril 1848, représentant de la Loire-Inférieure à l'Assemblée constituante. 
Locquet de Grandville siège à droite, fait partie du comité de l'administration, vote contre le bannissement de la famille d'Orléans, pour le rétablissement du cautionnement, pour les poursuites contre Louis Blanc et Caussidière, pour le rétablissement de la contrainte par corps, contre la réduction de l'impôt du sel, pour la proposition Râteau, contre l'amnistie, pour l'interdiction des clubs, pour les crédits de l'expédition romaine, contre l'abolition de l'impôt des boissons. 
Il est élu représentant du même département à l'Assemblée législative, le 13 mai 1849, reprend sa place à droite, appuie l'expédition de Rome, vote pour la loi Falloux-Parieu sur l'enseignement, pour la loi restrictive du suffrage universel, etc., mais ne se rallie pas à la politique particulière de l'Élysée. Le coup d'État de 1851 le rend à la vie privée.

## Sources
- « Aristide Locquet de Grandville », dans Adolphe Robert et Gaston Cougny, Dictionnaire des parlementaires français, Edgar Bourloton, 1889-1891 [détail de l’édition]